# Discografia dei Litfiba
La discografia dei Litfiba comprende: 13 album in studio, 1 colonna sonora, 10 album live, 2 raccolte, 4 EP,  e 51 singoli.
La prima parte della discografia in studio (1983-1988) è caratterizzata da un caratteristico sound new wave contaminato da sonorità mediterranee, la seconda parte (1990-1994) da un rock/grunge con influenze sia latine che mediterranee, la terza (1997-1999) da un pop rock / pop elettronico più commerciale, la quarta (2000-2005) da un rock sperimentale, la quinta (2012) da un ritorno alle sonorità rock dei primi anni 90.
Nel corso della loro carriera, che ha raggiunto nel 2022 i 42 anni di attività, i Litfiba hanno venduto 10 milioni di dischi.

## Album

### Album in studio
| Pubblicazione    | Titolo            | Etichetta         | Formati e numeri di catalogo                                                                     | Copie vendute | Note                                             | Formazione                                                                      |
| ---------------- | ----------------- | ----------------- | ------------------------------------------------------------------------------------------------ | ------------- | ------------------------------------------------ | ------------------------------------------------------------------------------- |
| marzo 1985       | Desaparecido      | I.R.A. Records    | LP: IR-LP1003B MC: *IRA536704 (IRA) *9031703814 (CGD) CD: *IRA CD 536704 (IRA) *9031703812 (CGD) | 10.000+       | Acquisito nel 1989 nel catalogo della CGD        | Pelù, Aiazzi, Renzulli, Maroccolo, De Palma                                     |
| dicembre 1986    | 17 re             | I.R.A. Records    | LP: 2IRA36901 MC: *55IRA36901 (IRA) *9031703794 (CGD) CD: *IRA CD 536901 (IRA) *9031703792 (CGD) |               | Acquisito nel 1989 nel catalogo della CGD        | Pelù, Aiazzi, Renzulli, Maroccolo, De Palma                                     |
| maggio 1988      | Litfiba 3         | I.R.A. Records    | LP: IRA36705 MC: *IRA5036705 (IRA) *9031703824 (CGD) CD: *IRA CD 536705 (IRA) *9031703822 (CGD)  |               | Acquisito nel 1989 nel catalogo della CGD        | Pelù, Aiazzi, Renzulli, Maroccolo, De Palma                                     |
| 23 novembre 1990 | El diablo         | CGD               | LP: 9031727801 MC: 9031727804 CD: 9031727802                                                     | 400.000+      |                                                  | Pelù, Aiazzi, Renzulli, Terzani, Trambusti, Cabezas, Poggipollini               |
| 8 gennaio 1993   | Terremoto         | CGD               | LP: 4509916071 MC: 4509916074 CD: 4509916072                                                     | 700.000+      |                                                  | Pelù, Aiazzi, Renzulli, Terzani, Caforio, Poggipollini                          |
| 19 novembre 1994 | Spirito           | EMI Italiana      | LP: 724383173518 MC: 724383173549 CD: *724383173525 (EMI) *88697720672 (Sony)                    | 500.000+      | Acquisito nel 2010 nel catalogo della Sony Music | Pelù, Aiazzi, Renzulli, Bagni, Caforio, Cabezas                                 |
| 2 gennaio 1997   | Mondi sommersi    | EMI Italiana      | LP: 724385574221 MC: 724385574245 CD: *724385574221 (EMI) *88697720682 (Sony)                    | 700.000+      | Acquisito nel 2010 nel catalogo della Sony Music | Pelù, Terzani, Renzulli, Bagni, Caforio, Cabezas                                |
| 22 gennaio 1999  | Infinito          | EMI Italiana      | LP: 724349904613 MC: 72434990464 CD: *724349904620 (EMI) *88697720692 (Sony)                     | 1.000.000+    | Acquisito nel 2010 nel catalogo della Sony Music | Pelù, Terzani, Renzulli, Bagni, Caforio                                         |
| 21 gennaio 2000  | Elettromacumba    | EMI Italiana      | LP: 724352494415 MC:724352494446 CD: 724352494422                                                | 150.000+      |                                                  | Cavallo, Renzulli, Venier, Nativi                                               |
| 19 ottobre 2001  | Insidia           | EMI Italiana      | LP: 724353572112 MC: 724353572143 CD: 7424353572129                                              | 50.000+       |                                                  | Cavallo, Renzulli, Venier, Colzi, Sabbione                                      |
| 20 maggio 2005   | Essere o sembrare | Edel Music        | CD: 163782ERE                                                                                    |               |                                                  | Cavallo, Renzulli, Venier, Colzi                                                |
| 17 gennaio 2012  | Grande nazione    | T.E.G./Sony Music | LP: 88697989591 CD: *88697989582 *88691920382 (Edizione Deluxe)                                  | 30.000+       |                                                  | Pelù, Sagona, Renzulli, Bagni, Fidanza                                          |
| 11 novembre 2016 | Eutòpia           | T.E.G./Sony Music | LP:889853845118 CD:88985384502                                                                   | 25.000+       |                                                  | Pelù, Renzulli, Martelli, Li Causi, Simoncioni, Aiazzi, Sagona, Fragile, Venier |

### Colonne sonore
| Pubblicazione | Titolo            | Etichetta     | Formati e numeri di catalogo | Note | Formazione                                 |
| ------------- | ----------------- | ------------- | ---------------------------- | --- | ------------------------------------------ |
| ottobre 1983  | Eneide di Krypton | Suono Records | LP: SR 33122 CD: TIDE 83010  | Ristampato senza le necessarie autorizzazioni su CD, Picture Disc e musicassetta, nel 1990, e ritirato dal commercio. | Pelù, Aiazzi, Renzulli, Maroccolo, Franchi |

### Album dal vivo
| Pubblicazione    | Titolo                          | Etichetta                                  | Formati e numeri di catalogo                                            | Copie vendute | Note | Formazione                                               |
| ---------------- | ------------------------------- | ------------------------------------------ | ----------------------------------------------------------------------- | ------------- | --- | -------------------------------------------------------- |
| 1984             | Live in Berlin                  | I.R.A. Records, The League of the Gloomers | MC: TLOTG08                                                             |               | Originariamente pubblicato su musicassetta in sole 120 copie numerate, rimasterizzato su Picture Disc nel 2011 e incluso nel cofanetto Litfiba Rare & Live. | Aiazzi, De Palma, Maroccolo, Pelù, Renzulli              |
| 1987             | 12-5-87 (aprite i vostri occhi) | I.R.A. Records                             | LP: IRA36701 MC: 50IRA36701 CD: * IRA CD 536701 (IRA) *9031703802 (CGD) |               | Acquisito nel 1989 nel catalogo della CGD | Aiazzi, De Palma, Maroccolo, Pelù, Renzulli              |
| 27 novembre 1989 | Pirata                          | CGD                                        | LP: 2292463491 MC: 2292463494 CD: 2292463492                            | 150.000+      | | Aiazzi, De Palma, Maroccolo, Pelù, Renzulli              |
| 11 febbraio 1994 | Colpo di coda                   | EMI Italiana                               | LP: 724382894518 MC: 724382894544 CD: 724382894520                      |               | | Aiazzi, Caforio, Pelù, Renzulli, Terzani                 |
| 1995             | Lacio drom (buon viaggio)       | EMI Italiana                               | CD: 724383662128                                                        |               | | Aiazzi, Bagni, Cabezas, Caforio, Pelù, Renzulli, Terzani |
| 10 febbraio 1998 | Croce e delizia                 | EMI Italiana                               | MC: 724349395046 CD: 724349395022                                       |               | | Bagni, Caforio, Pelù, Renzulli, Terzani                  |
| 2001             | Live on Line                    | EMI Italiana                               | CD                                                                      |               | | Cabo, Nativi, Renzulli, Sabbione, Venier                 |
| dicembre 2005    | '99 Live                        | T.E.G./Sony Music                          | CD: 828767473628                                                        |               | | Bagni, Caforio, Pelù, Renzulli, Terzani                  |
| 1º giugno 2010   | Stato libero di Litfiba         | T.E.G./Sony Music                          | LP: 88697712701 CD: 88697687752                                         | 60.000+       | | Pelù, Sagona, Renzulli, Bagni, Fidanza                   |
| 26 marzo 2013    | Trilogia 1983-1989 live 2013    | T.E.G./Sony Music                          | CD: 88765492892 LP: 88765492911                                         |               | | Pelù, Aiazzi, Renzulli, Maroccolo, Martelli              |

### Raccolte
| Pubblicazione | Titolo                  | Etichetta    | Formati e numeri di catalogo                 | Copie vendute | Note |
| ------------- | ----------------------- | ------------ | -------------------------------------------- | ------------- | --- |
| 1992          | Sogno ribelle           | CGD          | LP: 9031771191 MC: 9031771194 CD: 9031771192 | 700.000+      | Pubblicato anche in edizione limitata comprendente 3 bonus tracks non incluse nell'edizione standard        |
| 2003          | The Platinum Collection | EMI Italiana | CD: 72435950882                              |               | Raccolta in 3 CD comprendente i maggiori successi della band durante il periodo dell'etichetta EMI Italiana |

### Edizioni speciali/Cofanetti
| Pubblicazione | Titolo                    | Etichetta                                              | Note |
| ------------- | ------------------------- | ------------------------------------------------------ | --- |
| giugno 2011   | Litfiba Rare & Live       | Suono Records I.R.A. Records EMI Music Itay Sony Music | Pubblicato come box set il cofanetto, in tiratura limitata a 1000 copie numerate, contiene album live e rarità ristampati sotto forma di picture disc |
| gennaio 2015  | Tetralogia degli elementi | Sony Music Warner Bros., I.R.A. Records                | Contiene 4 CD e 1 DVD |

## EP e singoli

### Extended play
| Pubblicazione  | Titolo | Etichetta                     | Formazione                                  |
| -------------- | --- | ----------------------------- | ------------------------------------------- |
| giugno 1982    | Litfiba/Omonimo/Guerra | Urgent Label/Materiali sonori | Pelù, Aiazzi, Renzulli, Maroccolo, Calamai  |
|                | EP intitolato "Litfiba" oppure "Omonimo" per l'assenza del nome, ma è conosciuto anche con il titolo "Guerra", poiché prima traccia dello stesso album. |                               |                                             |
| Primavera 1984 | Yassassin | Contempo Records              | Pelù, Aiazzi, Renzulli, Maroccolo, De Palma |
| aprile 1986    | Transea | I.R.A. Records                | Pelù, Aiazzi, Renzulli, Maroccolo, De Palma |
| 2009           | Five on Line | Autoprodotto                  | Margheri, Renzulli, Terzani, Fidanza        |

### Singoli
| Anno | Singolo                   | Formati        | Note | Album                     |
| ---- | ------------------------- | -------------- | --- | ------------------------- |
| 1983 | Luna/La preda             | 45 giri        | Ristampato su vinile a tiratura limitata nel 2014 in occasione del Record Store Day.                                                              | -                         |
| 1985 | Istanbul/Tziganata        | 45 giri        | Singolo esclusivamente promozionale destinato alle radio francesi.                                                                                | Desaparecido              |
| 1987 | Tango/Apapaia             | 45 giri        | Singolo esclusivamente promozionale destinato alle radio francesi.                                                                                | 17 re                     |
| 1988 | Paname                    | 45 giri        | Pubblicato sia in Italia che in Francia ma con titolo e tracklist differenti.                                                                     | Litfiba 3                 |
| 1989 | Cangaceiro                | EP, CD         | A differenza dell'album da cui proviene, il brano è qui presente in una versione studio, che verrà inclusa nel 1992 nella raccolta Sogno ribelle. | Pirata                    |
| 1990 | Tex '90                   | 45 giri, CD    | Versione del brano differente da quella presente nell'album Litfiba 3, che verrà inclusa nel 1992 nella raccolta Sogno ribelle.                   | -                         |
| 1990 | Il volo                   | CD             | Pubblicato esclusivamente all'estero. | El diablo                 |
| 1990 | El diablo                 | 45 giri        | | El diablo                 |
| 1991 | Gioconda                  | 45 giri        | | El diablo                 |
| 1991 | Proibito                  | EP             | Versione del brano differente da quella presente nell'album El diablo, che verrà inclusa un anno dopo nella raccolta Sogno ribelle.               | El diablo                 |
| 1992 | Linea d'ombra             | CD             | | Sogno ribelle             |
| 1992 | Bambino                   | CD             | Versione del brano differente da quella presente nell'album Litfiba 3.                                                                            | Sogno ribelle             |
| 1992 | Maudit                    | CD             | | Terremoto                 |
| 1993 | Sotto il vulcano          | CD             | | Terremoto                 |
| 1993 | Prima guardia             | CD             | | Terremoto                 |
| 1994 | A denti stretti           | CD             | | Colpo di coda             |
| 1994 | Africa                    | CD             | A differenza dell'album live da cui proviene, il brano viene proposto qui in una inedita versione studio.                                         | Colpo di coda             |
| 1994 | Spirito                   | CD             | | Spirito                   |
| 1995 | Lo spettacolo             | CD             | | Spirito                   |
| 1995 | No frontiere              | CD             | | Spirito                   |
| 1995 | Lacio drom (buon viaggio) | CD             | | Spirito                   |
| 1995 | Lo spettacolo remix       | CD, vinile 12" | | Lacio drom (buon viaggio) |
| 1996 | Ora d'aria                | CD             | Singolo esclusivamente promozionale, i brani qui presenti sono in realtà provenienti dall'album Spirito                                           | Lacio drom (buon viaggio) |
| 1996 | Ritmo 2#                  | CD             | | Mondi sommersi            |
| 1997 | Regina di cuori           | CD             | | Mondi sommersi            |
| 1997 | Goccia a goccia           | CD             | | Mondi sommersi            |
| 1997 | Reina de corazones        | CD             | Solo per il mercato spagnolo. | Mondi sommersi            |
| 1997 | Imparerò                  | CD             | | Mondi sommersi            |
| 1998 | Sparami                   | CD             | | Croce e delizia           |
| 1999 | Il mio corpo che cambia   | CD             | | Infinito                  |
| 1999 | Mascherina                | CD             | | Infinito                  |
| 1999 | Vivere il mio tempo       | CD             | | Infinito                  |
| 2000 | Elettromacumba            | CD             | | Elettromacumba            |
| 2000 | Il giardino della follia  | CD             | | Elettromacumba            |
| 2000 | Spia                      | CD             | | Elettromacumba            |
| 2001 | La stanza dell'oro        | CD             | | Insidia                   |
| 2001 | Mr. Hyde                  | CD             | | Insidia                   |
| 2001 | Senza rete                | CD             | | Insidia                   |
| 2003 | Larasong                  | CD             | | -                         |
| 2005 | Giorni di vento           | CD             | | Essere o sembrare         |
| 2008 | Effetti collaterali       | Webclip        | | Five on Line              |
| 2009 | La rabbia in testa        | Singolo online | | -                         |
| 2009 | Sepolto vivo 2.0          | Singolo online | | Five on Line              |
| 2010 | Sole nero                 | Vinile 12"     | | Stato libero di Litfiba   |
| 2010 | Barcollo                  | Singolo online | | Stato libero di Litfiba   |
| 2011 | Squalo                    | Singolo online | | Grande nazione            |
| 2012 | La mia valigia            | Singolo online | | Grande nazione            |
| 2012 | Elettrica                 | Vinile 10"     | vinile di colore verde | Grande nazione            |
| 2016 | L'impossibile             | Singolo online | | Eutòpia                   |
| 2017 | Straniero                 | Singolo online | | Eutòpia                   |
| 2017 | Maria Coraggio            | Singolo online | | Eutòpia                   |

## Videografia

### Video musicali
| Anno | Titolo                               | Regista/i                     |
| ---- | ------------------------------------ | ----------------------------- |
| 1982 | Guerra                               |                               |
| 1983 | Luna                                 |                               |
| 1983 | La preda                             |                               |
| 1983 | Dea del Fuji-Yama                    | Toni Verità                   |
| 1984 | Elettrica danza                      |                               |
| 1984 | Yassassin                            |                               |
| 1985 | Der Krieg (Guerra)                   | Corso Salani                  |
| 1985 | Eroi nel vento                       | Nuccio Fornari                |
| 1989 | Cangaceiro                           | Giuseppe Joe Asaro            |
| 1990 | Tex '90                              | Giuseppe Joe Asaro            |
| 1990 | El diablo                            | Giuseppe Joe Asaro            |
| 1991 | Gioconda                             | Gianluca Di Re                |
| 1991 | Proibito                             |                               |
| 1992 | Bambino                              | Gianluca Di Re                |
| 1992 | Maudit                               | Gianluca Di Re                |
| 1993 | Fata Morgana                         | Stephen Ghentys               |
| 1993 | Sotto il vulcano                     | Stephen Ghentys               |
| 1993 | Prima guardia                        | Stephen Ghentys               |
| 1994 | A denti stretti                      |                               |
| 1994 | Africa                               |                               |
| 1994 | Spirito                              | Ambrogio Lo Giudice           |
| 1995 | Lo spettacolo [prima versione]       | Luigi Gabionetta              |
| 1995 | Lo spettacolo [seconda versione]     | Eduardo Guelfenbein           |
| 1995 | Lacio drom (Buon viaggio)            | Alex Majoli                   |
| 1996 | Ritmo 2#                             | Federico Brugia               |
| 1997 | Regina di cuori / Reina de corazones | Francesco Fei                 |
| 1997 | Goccia a goccia                      | Francesco Fei                 |
| 1999 | Il mio corpo che cambia              | Federico Brugia               |
| 1999 | Vivere il mio tempo                  | Francesco Fei                 |
| 2000 | Elettromacumba                       | Federico Brugia               |
| 2000 | Il giardino della follia             |                               |
| 2000 | Spia                                 | Giangi Magnoni                |
| 2001 | La stanza dell'oro                   | Lorenzo Vignolo               |
| 2001 | Mr. Hyde                             | Swan                          |
| 2003 | Larasong                             | Swan                          |
| 2008 | Effetti collaterali                  | Ruggero Lupo Mengoni          |
| 2010 | Sole nero                            | Roberto "Saku" Cinardi        |
| 2010 | Barcollo                             | Graziano Staino               |
| 2011 | Squalo                               | Graziano Staino               |
| 2012 | La mia valigia                       | Graziano Staino               |
| 2012 | Elettrica                            | Antonio Meucci                |
| 2016 | L'impossibile                        | Cosimo Alemà, Luca Bragagnolo |
| 2017 | Straniero                            | Mauro Russo                   |
| 2017 | Maria Coraggio                       | Mauro Russo                   |

## Collaborazioni
- 1985 - Amsterdam (con i Diaframma)

## Partecipazioni a compilation
- 1983 - Italia Wiva Complication1 (Guerra)
- 1983 - Body Section (Transea)
- 1984 - Catalogue Issue (Onda araba, Versante est)
- 1984 - Nuovo Repertorio Editoriale
- 1987 - Via Italia - Le strade del rock (Onda araba, Ferito)
- 1988 - Sanremo Rock '88 (Re del silenzio, Ci sei solo tu)
- 1988 - Padam Padam (Paname)
- 1990 - Freeway Italia (Il vento)
- 1990 - Union (Il tempo di morire)
- 1991 - Montreux Festival 25 Ans (Cane)
- 1993 - Rock targato Italia 1993 (Proibito)
- 1993 - Firenze sogna! (Anniversary)
- 1994 - Rock targato Italia 1994 (Linea d'ombra)
- 1994 - L'italia del rock (Guerra, El diablo, A denti stretti)
- 1994 - Indipendenti (Amsterdam)
- 1995 - Smemobanda (Animale di zona)
- 1996 - Rock targato Italia 1996 (Re del silenzio)
- 1996 - 105 Night Express (Lacio drom)
- 1996 - Pavarotti & Friends for War Child (Spirito)
- 1997 - Festivalbar 1997 (Regina di cuori)
- 1997 - Streetball Challenge Adidas
- 1997 - Giovani e belli vol.2 (Regina di cuori)
- 1998 - PIM - Premio Italiano della Musica (Regina di cuori)
- 1998 - Artisti uniti per gli Zapatisti del Chiapas (Cangaçeiro)
- 1998 - Naja (Ritmo *2, Sparami)
- 1998 - Festivalbar 1998 (Sparami)
- 1999 - Vampiri (El diablo live)
- 1999 - Festivalbar 1999 (Il mio corpo che cambia)
- 2000 - Rock targato Italia 2000 (Tziganata)
- 2000 - Festivalbar 2000 (Il giardino della follia)
- 2002 - Rock targato Italia 2002 (Amsterdam)
- 2003 - Demo Collection (Larasong)

### Raccolte non ufficiali
Esistono numerose raccolte non ufficiali, edite soprattutto dalla CGD, qui vengono elencate quelle maggiormente conosciute
- 1994 - Re del silenzio
- 1994 - Urlo
- 1997 - Viva Litfiba
- 1998 - Viva Litfiba 2
- 1999 - Viva Litfiba Live
- 2003 - Viva Litfiba 1985-1993
- 2005 - Le più belle canzoni
- 2007 - Antologia
- 2008 - I grandi successi
- 2010 - Tutto Litfiba - Eroi nel vento '84-'93
- 2011 - Litfiba Collection
- 2013 - Trilogia del potere 1985-1988
- 2013 - Litfiba Collection 3CD
- 2015 - Litfiba 93-99